# Valence (Tarn-et-Garonne)
Valence of Valence d'Agen is een gemeente in het Franse departement Tarn-et-Garonne (regio Occitanie). De plaats maakt deel uit van het arrondissement Castelsarrasin. Valence telde op 1 januari 2022 5.287 inwoners.

## Geschiedenis
Valence werd in 1283 gesticht als bastide door koning Eduard I van Engeland. De plaats was versterkt en ook de parochiekerk maakte deel uit van de stadsomwalling. Valence was een stad bestuurd door verkozen consuls. De stad en haar omgeving hadden te lijden onder de Hugenotenoorlogen. In 1652 werd Valence getroffen door een overstroming van de Garonne en in de herfst van 1653 door een pestuitbraak. In 1667 stichtten kapucijnen een klooster in Valence. In de 19e eeuw werd de oude, meermaals herbouwde parochiekerk van Valence afgebroken. De nieuwe, neogotische kerk Notre-Dame werd ingewijd in 1902.

## Geografie
De oppervlakte van Valence bedroeg op 1 januari 2022 13,44 vierkante kilometer; de bevolkingsdichtheid was toen 393,4 inwoners per km².
De gemeente ligt tussen de Barguelonne in het noorden en de Garonne in het zuiden. Het Canal de Garonne loopt door de gemeente.
De onderstaande kaart toont de ligging van Valence met de belangrijkste infrastructuur en aangrenzende gemeenten.

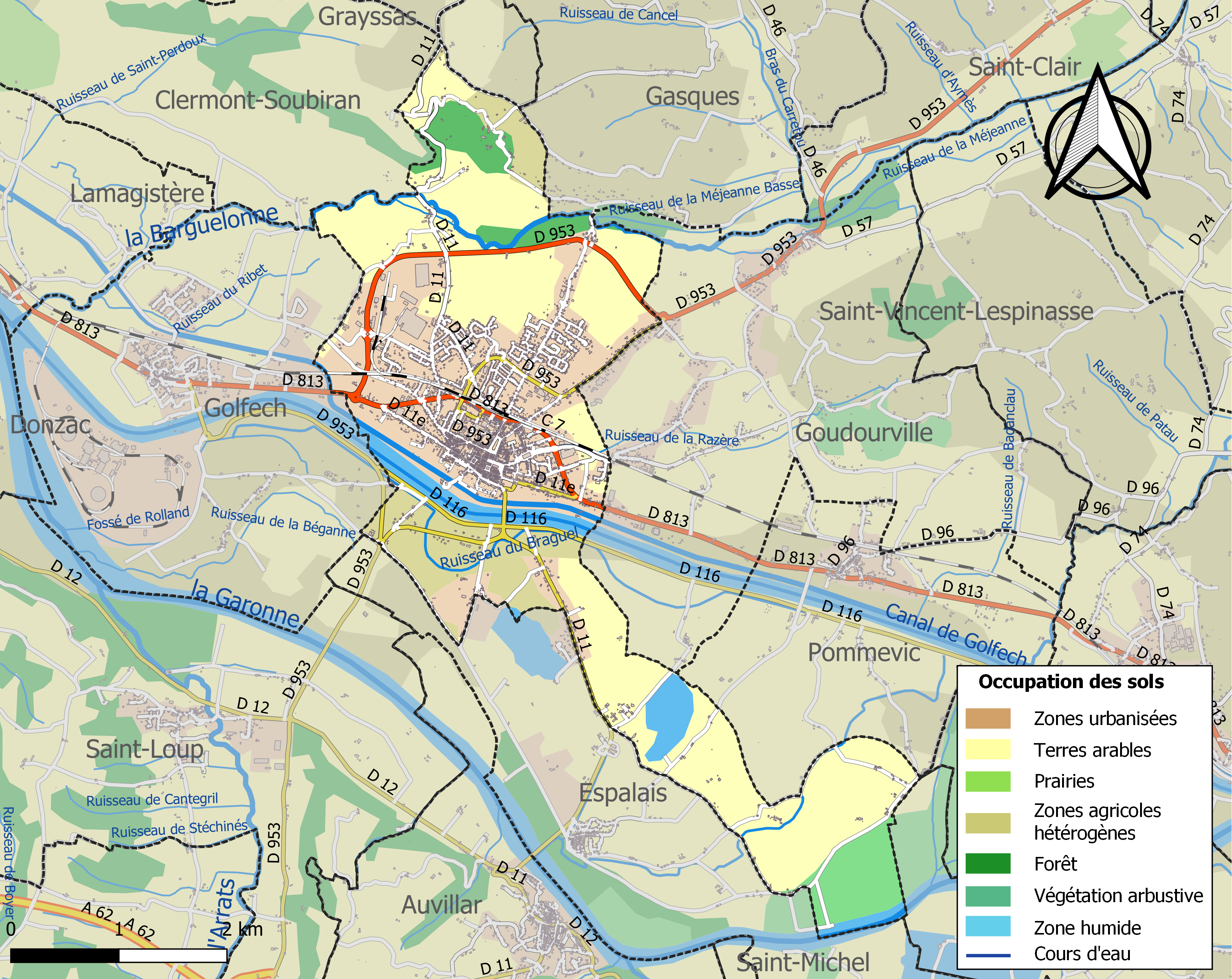

## Verkeer en vervoer
In de gemeente ligt spoorwegstation Valence-d'Agen.

## Demografie
In 1790 telde de gemeente 2.126 inwoners.
Onderstaande figuur toont het verloop van het inwonertal (bron: INSEE-tellingen).

## Geboren in Valence (Tarn-et-Garonne)
- André Téchiné (1943), filmregisseur